# Moyencourt-lès-Poix
Moyencourt-lès-Poix är en kommun i departementet Somme i regionen Hauts-de-France i norra Frankrike. Kommunen ligger i kantonen Poix-de-Picardie som tillhör arrondissementet Amiens. År 2022 hade Moyencourt-lès-Poix 165 invånare.

## Befolkningsutveckling
Antalet invånare i kommunen Moyencourt-lès-Poix
| Referens: INSEE |